# Tiina Tauraite
Tiina Tauraite, född 2 juni 1976 i Tallinn i Harjumaa, är en estländsk skådespelare.

## Filmografi (urval)
- 1999 – Torsk på Tallinn (TV-film)
- 2000 – På främmande mark
- 2003 – Kodu keset linna (TV-serie)
- 2007 – Sügisball
- 2009 – Püha Tõnu kiusamine
- 2011 – Kirjad Inglile
- 2011 – Idioot